# 加藤朗
加藤 朗（かとう あきら、1951年5月31日 - ）は、日本の国際政治学者。桜美林大学リベラルアーツ学群教授および国際学研究所所長。専門は、国際政治学、安全保障論。自衛隊を活かす:21世紀の憲法と防衛を考える会呼びかけ人。

## 人物
鳥取県生まれ。早稲田大学政治経済学部卒業。会社勤務を経て同大学院政治学研究科修士課程に入学し吉村健蔵に師事。在学中にはシカゴ大学大学院に留学。修士課程修了後、防衛庁防衛研究所に入所。その間にスタンフォード大学フーバー研究所客員研究員、ハーバード大学国際問題研究所日米関係プログラム客員研究員、モンタナ州立大学マンスフィールド研究所客員研究員などを歴任。
1996年より桜美林大学国際学部に助教授として着任。2001年から教授を務める。2007年度の国際学部の廃止に伴い現職。最近では「加藤朗の目黒短信」というブログで自説を展開している。法務省第5次出入国管理政策懇談会メンバー。平和安全保障研究所研究委員・防衛法学会理事を兼務。

## 著作

### 単著
- 『現代戦争論――ポストモダンの紛争LIC』（中央公論社［中公新書］, 1993年）
- 『21世紀の安全保障――多元的紛争管理体制を目指して』（南窓社, 1999年）
- 『テロ――現代暴力論』（中央公論新社［中公新書］, 2002年）
- 『戦争の読みかた――グローバル・テロと帝国の時代に』（春風社, 2008年）
- 『入門・リアリズム平和学』（勁草書房, 2009年）
- 『13歳からのテロ問題　リアルな「正義論」の話』（かもがわ出版, 2011年）
- 『日本の安全保障』（筑摩書房［ちくま新書］, 2016年）

### 共著
- Japan's Role in the Post-Cold War World, with Richard D. Leitch, Jr. and Martin E. Weinstein, (Greenwood Press, 1995).
- （吉崎知典・長尾雄一郎・道下徳成）『戦争――その展開と抑制』（勁草書房, 1997年）
- （道下徳成・石津朋之・長尾雄一郎）『現代戦略論――戦争は政治の手段か』（勁草書房, 2000年）
- （吉田康彦・鯵坂真・米田伸次・栗本英世・岡本三夫）『21世紀の平和学――人文・社会・自然科学・文学からのアプローチ』（明石書店, 2004年）
- （戦略研究学会編・石津朋之監修）『兵器の歴史』（芙蓉書房出版〈ストラテジー選書〉, 2008年）
- （柳澤協二・道下徳成・山口昇・植木千可子・小川伸一・広瀬佳一）『抑止力を問う――元政府高官と防衛スペシャリスト達の対話』（かもがわ出版, 2010年）
- （木村朗・前田朗）『闘う平和学』（三一書房, 2014年）

### 編著
- 『脱冷戦後世界の紛争』（南窓社, 1998年）

### 監修・訳書
- フランソワ=ベルナール・ユイグ『テロリズムの歴史』（遠藤ゆかり訳、「知の再発見」双書161：創元社, 2013年）
- デーヴィッド・クレッシー『火薬の母　硝石の大英帝国史　糞尿と森が帝国を支えた』（あけび書房、2024年）
- トニオ・アンドラーデ『黒色火薬の時代　中華帝国の火薬兵器興亡史』（芙蓉書房出版、2024年）

### 論考
- 「戦略研究の思想的問題」（年報戦略研究3<新しい戦略論>、戦略研究学会編、芙蓉書房出版、2005年12月）